# جديلة الخمير
جديلة أو ضفيرة أو إكليل الخمير (بالألمانية: Hefezopf، نقحرة: هيفيوزبف، لفظ: هيفِتْسُبْف) او معجنات الظفائر معجناتٌ حلوة ذات شكل خاص مصنوعة من الخمير مع بيض إضافي وزبدة أو دهون أُخَر. يشار إليها أحيانًا في بَفارية أو بَيرن والنمسا باسم الشَّتْرِيزل (بالألمانية: Striezel). هذه الجديلة حلوة المذاق على عكس الجديلة السويسرية.

## التحضير
يُقسم الخمير المحلى الدهني إلى ثلاثة أجزاء أو أكثر لتُلف إلى جدلات. ثم تُجدل الضفيرة من جدلات العجين والتي يمكن إغلاقها أيضًا لتشكيل إكليل من الزهور.

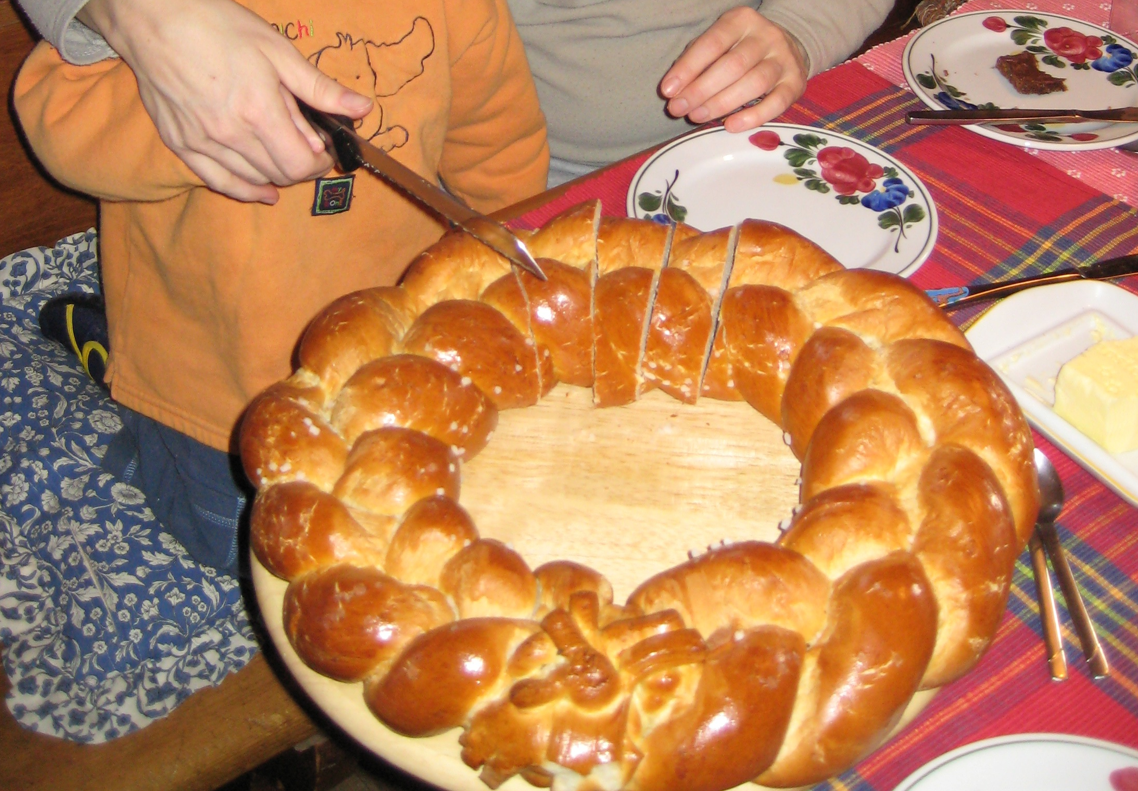
حلقة البيض شكل من أشكال جديلة الخمير

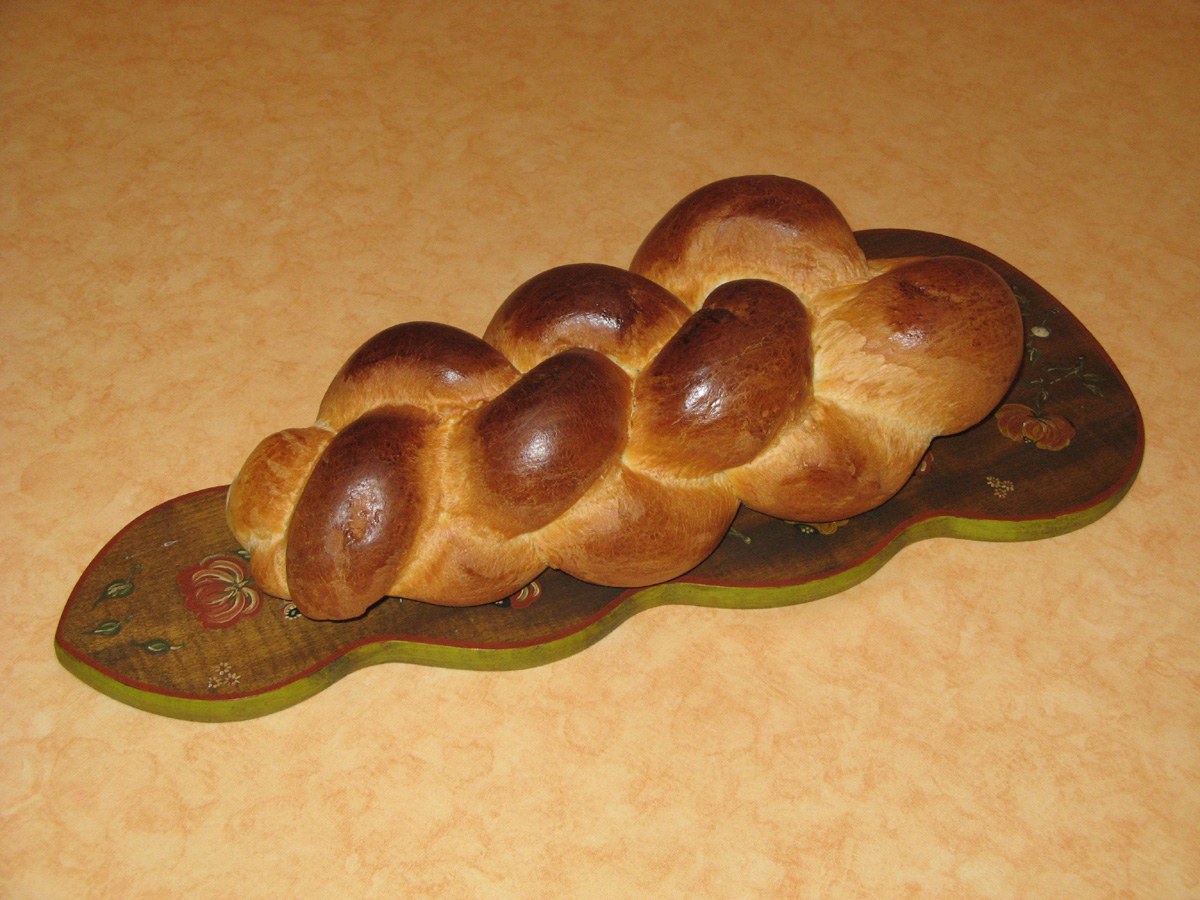
الجديلة السويسرية